# Gregory House
Gregory House (ur. 15 maja albo 11 czerwca 1959 roku) – fikcyjny doktor medycyny i diagnosta z dramatu medycznego stacji FOX Dr House. Odgrywana przez Hugh Lauriego postać jest aroganckim, gardzącym zasadami geniuszem medycznym, głową zespołu diagnostycznego w fikcyjnym szpitalu Princeton-Plainsboro Teaching. Postać House’a jest określana jako mizantrop, cynik, gbur, samotnik i outsider, brutalnie szczery, niegrzeczny. Część wątków serialu wiąże się ze stosowaniem przez House’a Vicodinu, używanego w celu uśmierzenia bólu, będącego następstwem zawału mięśnia czworogłowego uda, które zmusiło go do chodzenia o lasce. Jego najlepszym przyjacielem jest James Wilson, onkolog. Niestandardowe podejście diagnostyczne, radykalne metody terapeutyczne i ciągły racjonalizm Housa powodują konflikty między nim a jego współpracownikami. House często przedstawiany jest jako pozbawiony jakiejkolwiek sympatii dla swoich pacjentów, a swoją uwagę przywiązuje jedynie do rozwiązywania ich problemów medycznych.

## Dzieciństwo
House jest synem zawodowego wojskowego, Johna House’a, który służył jako pilot US Marines oraz Blythe House, która zajmowała się domem. Z powodu częstych zmian miejsc pracy ojca Gregory był zmuszony mieszkać w wielu miejscach na świecie. W wieku 12 lat odkrył, że John House nie jest jego biologicznym ojcem. Potwierdził to badaniami DNA, które przeprowadził w 4. odcinku piątego sezonu, kiedy to jego ojciec zmarł. Ustalił, że jego biologicznym ojcem jest unitariański pastor, były przyjaciel rodziny. Jednak w jednym z odcinków 8 serii J. Wilson przeprowadza badanie DNA z którego wynika, że on również nie jest jego ojcem. W 7. odcinku trzeciego sezonu (pt. „Son of Coma Guy”) House wyjaśnia, skąd się wzięło jego zafascynowanie diagnostyką. Mianowicie w wieku 14 lat przebywał z ojcem, który stacjonował w Japonii. Greg z kolegą wspinał się po skałkach. Gdy kolega spadł i się skaleczył, musiał zostać odwieziony do szpitala. Tam, z powodu skorzystania z tylnego wejścia, spotkali pewnego dozorcę. W szpitalu okazało się, że nikt nie mógł zdiagnozować infekcji, która się wdała koledze. Przyprowadzili więc owego dozorcę, który okazał się lekarzem, a jednocześnie burakumin (nieczysty, japoński dyskryminowany). Okazało się, że tylko on trafnie rozpoznał rodzaj infekcji, co bardzo zaimponowało House’owi.
House studiował w szkole medycznej Johns Hopkins University. Jednak przyłapano go na oszustwie i został relegowany z uczelni. Wówczas ukończył ostatni rok medycyny na Uniwersytecie Michigan. Właśnie tam poznał swoją przyszłą szefową – Lisę Cuddy. Wkrótce potem uczestniczył w konferencji w Nowym Orleanie, gdzie poznał swojego najlepszego przyjaciela – Jamesa Wilsona.

## Charakterystyka i fabuła
House jest kierownikiem Oddziału Medycyny Diagnostycznej w fikcyjnym szpitalu Princeton-Plainsboro w New Jersey, jego specjalizacje to nefrologia i choroby zakaźne. W skład zespołu House’a przez pierwsze trzy sezony wchodzą: Eric Foreman, Robert Chase, Allison Cameron, zaś od czwartego sezonu: Chris Taub, Lawrence Kutner, Remy Hadley (Trzynastka). W piątym sezonie, po samobójstwie Kutnera w skład zespołu wchodzą: Foreman, Taub, Trzynastka. W szóstym sezonie do zespołu dołącza również Chase, po rozstaniu z Cameron. W siódmym sezonie, w miejsce Trzynastki, pojawia się Martha Masters.
Gregory House jest określany jako szaleniec, a zarazem znakomity, światowej klasy diagnosta. Jego niekonwencjonalne podejście, abdukcja (błędnie przez niego samego określana mianem dedukcji) i potrzeba rozwiązywania zagadek medycznych sprawiają, iż to właśnie do niego kierowane są przypadki, z którymi inni lekarze nie mogą sobie poradzić. Mimo że sprawia wiele kłopotów, potrafi przekonać dr Lisę Cuddy, dyrektor szpitala Princeton-Plainsboro, do swoich racji. House przez pięć lat był w związku z prawniczką Stacy Warner; rozeszli się niedługo po zawale.
Część wątków serialu wiąże się ze stosowaniem przez House’a Vicodinu, używanego w celu uśmierzenia bólu będącego następstwem zawału mięśnia czworogłowego uda. Obrażenie to zmusiło go także do chodzenia o lasce. W pierwszych dwóch odcinkach 3 serii House na pewien czas uzyskał pełną sprawność w nodze. Mimo starań jego znajomych, doktorów Jamesa Wilsona i Lisy Cuddy, żadna z prób odwyku nie uwolniła go od nałogu.
W finałowym odcinku piątej serii House po samobójczej śmierci współpracownika (Kutnera), trafia do szpitala psychiatrycznego. Poprzedzone jest to halucynacjami, które możemy zobaczyć w 22. oraz 23. odcinku piątej serii. W halucynacjach widać głównie Amber – byłą dziewczynę Wilsona, a także Kutnera.
Na początku szóstego sezonu House jest na odwyku w szpitalu psychiatrycznym w Mayfield, po czym powraca do Princeton-Plainsboro i próbuje zdobyć serce dr Lisy Cuddy i rozbić jej związek z Lucasem. Udaje mu się to w finale sezonu, gdy on i Cuddy postanawiają spróbować być razem.
W siódmym sezonie House i Cuddy kontynuują swój związek – spędzają razem dużo czasu, a z czasem Lisa, zostawia Gregowi pod opieką swoją córkę. Kryzys związku przychodzi w momencie, w którym Cuddy zaczyna podejrzewać u siebie poważną chorobę. House nie radząc sobie ze stresem, bierze jedną tabletkę Vicodinu. Kiedy Cuddy to zauważa, zrywa z nim. Zdesperowany House znowu popada w nałóg i odreagowuje rozstanie. Później, bierze ślub z Ukrainką, Dominiką Petrową, by ułatwić jej otrzymanie zielonej karty. W finale sezonu wjeżdża samochodem w dom Cuddy, wskutek czego, Lisa odchodzi z pracy.
Na początku ósmego sezonu House trafia do więzienia na kilka miesięcy. Wychodzi na warunkowe zwolnienie, na prośbę Foremana, który został w miejsce Cuddy dziekanem medycyny szpitala Princeton-Plainsboro.
W finałowych odcinkach okazuje się, że Wilson jest chory na raka. House namawia przyjaciela do leczenia, jednak terapia jest nieskuteczna i Wilsonowi pozostaje 5 miesięcy życia. Ponadto House narusza zasady warunkowego zwolnienia i grozi mu powrót do więzienia na pół roku. W efekcie House pozoruje własną śmierć, by móc spędzić z Wilsonem jego ostatnie miesiące.
Od szkoły podstawowej grał na pianinie. Zaczął komponować pewną melodię w liceum, ale nie potrafił jej dokończyć. Dokonał tego jeden z jego pacjentów, będący sawantem pianista (sezon 3 odcinek 15 pt. „Half Wit”). Gra również na gitarze. Używa gitary elektrycznej Gibson Flying V (kremowy, z pickupami Gibson Humbucker AlNiCo, na początku z jednostronnym mostkiem tremolo wyrwanym przez „porywacza” w odcinku „Alone” (s. 4 odc. 1), później wymienionym na mostek Tune-o-matic). W odcinku 21 sezonu 5 House gra na harmonijce ustnej akompaniując sobie na fortepianie. W jednym z odcinków, w szufladzie House’a znajduje się harmonijka.
House zna, poza swoim rodzimym językiem angielskim, także język hiszpański, niemiecki, portugalski, francuski, romski, hebrajski, chiński, japoński, jeden z języków mandaryńskich, a także język hindi, a przynajmniej jego podstawy.
House jeździ motocyklem – Hondą CBR 1000RR Fireblade Repsol
House jest ateistą.

### Nawiązania do Sherlocka Holmesa
Postać House’a jest wzorowana częściowo na Sherlocku Holmesie. Łączy ich niezwykłe umiejętności dedukcji oraz uzależnienie od narkotyku – House zażywa Vicodin, a Holmes kokainę. Obie postacie potrafią też grać na instrumentach muzycznych (House na pianinie, gitarze i harmonijce; Holmes na skrzypcach). Relacje House’a z doktorem Jamesem Wilsonem to analogia do Holmesa i doktora Johna Watsona. Robert Sean Leonard, odtwórca Wilsona, stwierdził nawet, że House i jego postać (której nazwisko również jest podobne do Watsona) mieli według wcześniejszych szkiców scenariusza pracować ze sobą częściej, tak jak Holmes i Watson; jego zdaniem zespół House’a przejął zatem aspekt Watsona. Jak powiedział Shore, samo nazwisko House’a to hołd dla Holmesa, ze względu na podobieństwo angielskiego słowa house – oznaczającego dom, jako budynek – od home (dom), brzmiącego podobnie do nazwiska Holmes). Ponadto adres mieszkania House’a, Baker Street 221B, jest identyczny z londyńskim adresem Holmesa.
Pojedyncze odcinki serialu również zawierają odniesienia do opowieści o Holmesie. Główna pacjentka w pilotowym odcinku, Rebecca Adler zawdzięcza swoje imię Irene Adler, bohaterce pierwszego opowiadania o Sherlocku Holmesie. W finale drugiego sezonu House zostaje postrzelony przez szaleńca, który w napisach końcowych został wspomniany jako „Moriarty”, imieniem wroga Holmesa. W odcinku czwartego sezonu, It's a Wonderful Lie, House’a zostaje obdarowany „drugą edycją Conana Doyle’a” jako prezentem wigilijnym. Natomiast w finale odcinku piątego sezonu Joy to the World, Wilson, znów jako prezent świąteczny, daje House’owi książkę Josepha Bella, który to z kolei był inspiracją dla Conana Doyle’a w tworzeniu postaci Sherlocka Holmesa. Wilson załączył też notkę: „Greg, to sprawia, że myślę o Tobie” i żartując ze współpracowników House’a opowiada im historię o Irene Adler, rzekomej pacjentce House’a, która miała być nadawcą prezentu.

## Nagrody
Za rolę House’a Hugh Laurie zdobył Złoty Glob dla najlepszego aktora w dramacie telewizyjnym w 2006 i 2007 roku.